# Mégasporogenèse
La mégasporogenèse est le processus qui mène à la formation du gamétophyte femelle (ou sac embryonnaire) chez les Angiospermes. Elle précède la mégagamétogenèse qui aboutit à la formation de l'oosphère. 

## Déroulement

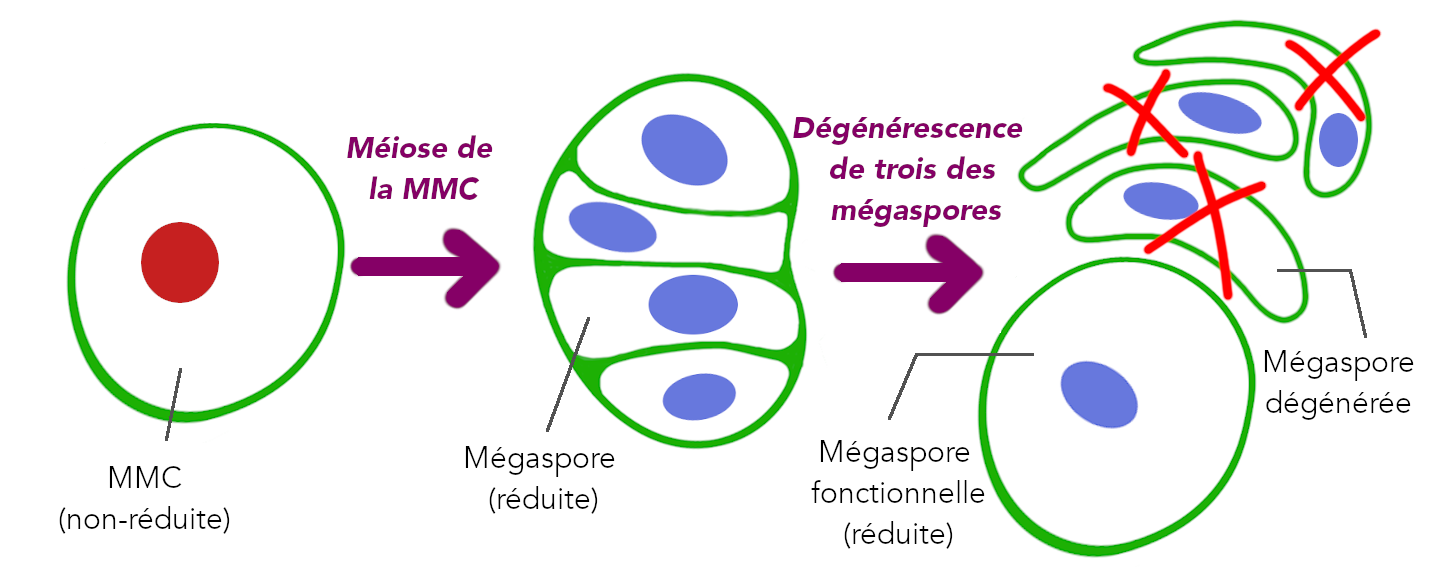
Déroulement de la mégasporogenèse.

Avant que ne commence la mégasporogenèse, une cellule sub-épidermique somatique se différencie pour devenir la première cellule de la lignée germinale femelle, appelée MMC (Megaspore Mother Cell),. La MMC non réduite subit ensuite une méiose afin de former quatre mégaspores réduites. Une seule des mégaspores survit et devient la mégaspore fonctionnelle, tandis que les trois autres mégaspores dégénèrent. La mégaspore fonctionnelle évolue ensuite pour former le gamétophyte femelle, au sein duquel on trouvera l'oosphère après des mitoses nucléaires successives. 

## Contrôle

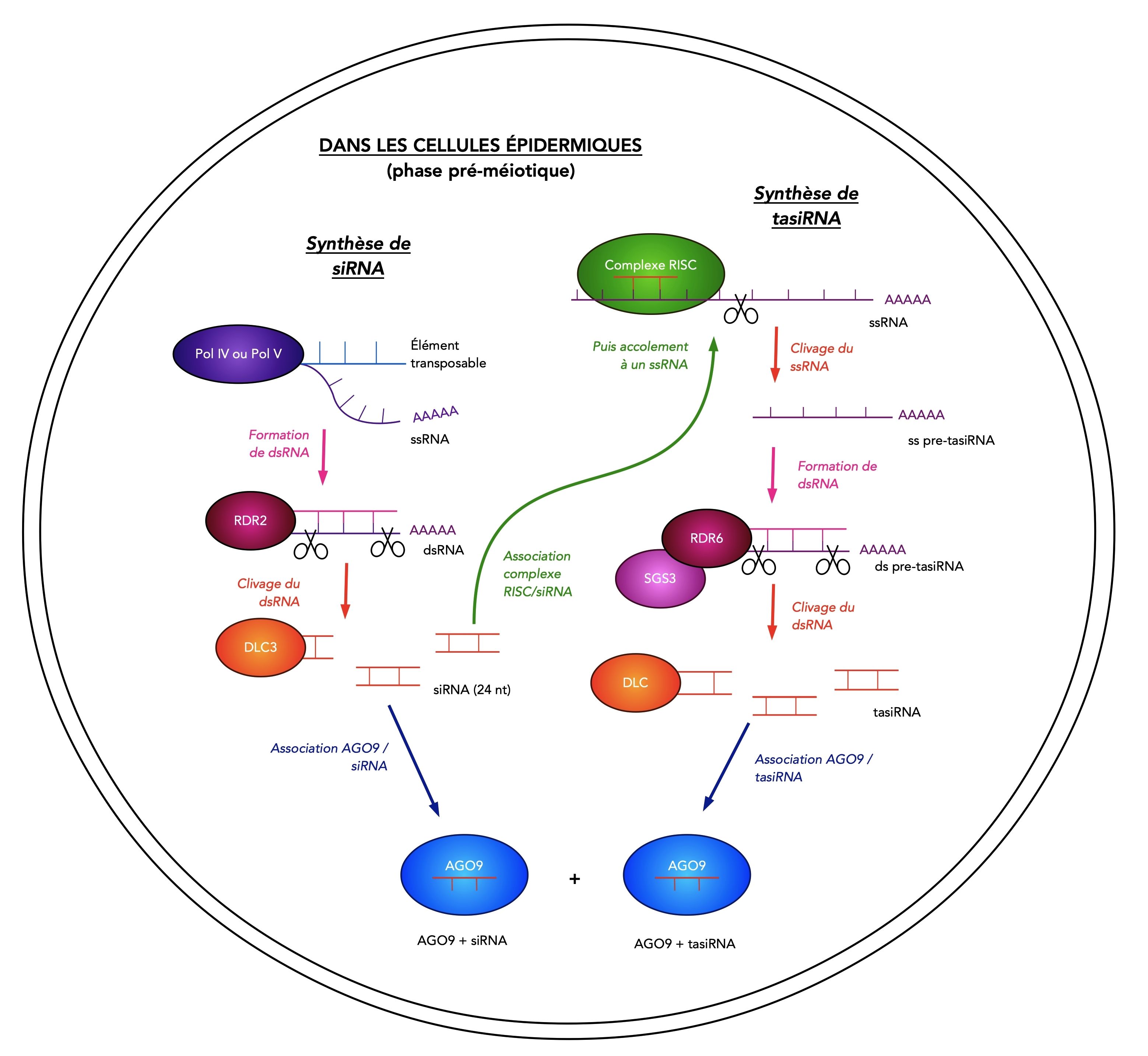
Synthèse de siRNA et de tasiRNA au sein des cellules épidermiques dArabidopsis thaliana pendant la phase pré-méiotique de la mégasporogenèse.

Il a été révélé que la mégasporogenèse est régulée par une voie cellulaire non autonome impliquant des small RNAs. Des siRNAs sont synthétisés dans les cellules épidermiques de l’ovule primordia pendant la phase pré-méiotique de la mégasporogenèse. Chez Arabidopsis thaliana, cette biosynthèse est réalisée par l'ARN polymérase IV (Pol IV) (ou peut être par l'ARN polymérase V), l'ARN polymérase ARN-dépendante 2  (RDR2) et Dicer-like 3 (DCL3) à partir d’éléments transposables. Une partie des siRNAs de 24 nucléotides ainsi obtenus s’associent avec des protéines Argonaute 9 (AGO9), tandis qu'une autre partie initie la biogenèse de tasiRNAs, toujours au sein des cellules épidermiques. Les tasiRNAs sont synthétisés notamment grâce à l’action conjointe de l'ARN polymérase ARN-dépendante 6 (RDR6) et de Supressor of Gene Silencing 3 (SGS3), et ils s'associent eux aussi avec AGO9 en fin de biosynthèse. 
Puis, les complexes siRNA/AGO9 et tasiRNA/AGO9 quittent tous deux les cellules épidermiques et pénètrent, avec l'aide de RDR6,, dans les cellules sub-épidermiques via les plasmodesmes. 

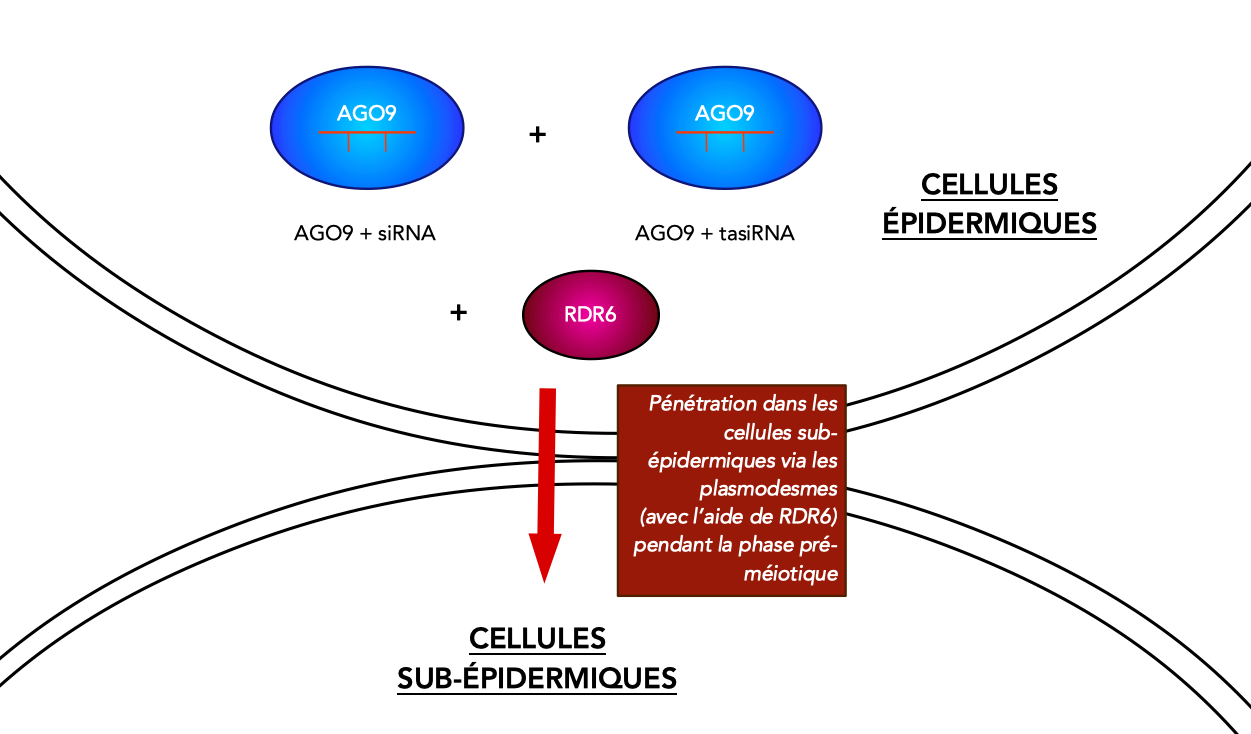
Déplacement des siRNAs et des tasiRNAs des cellules épidermiques vers les cellules sub-épidermiques chez Arabidopsis thaliana pendant la phase pré-méiotique de la mégasporogenèse.

Une fois à l’intérieur des cellules sub-épidermiques, les complexes (ta)siRNA/AGO9 éteignent des éléments transposables via une RNA-directed RNA Methylation (RdDM) qui implique probablement les protéines Domaines Rearranged Methyltransferase 2 (DMR2) et Pol V. La méthylation des éléments transposables entraîne des modifications de la chromatine.   
Sans cette reprogrammation épigénétique des cellules sub-épidermiques, à l’origine somatique, quelques cellules sub-épidermiques se différencient en MMCs ectopiques, des cellules anormalement élargies se trouvant au voisinage de la MMC normale. Certaines MMCs ectopiques évoluent ensuite, sans subir de méiose, en mégaspores fonctionnelles puis en gamétophytes femelles. Les gamétophytes femelles surnuméraires sont des cellules non-réduites comparables à celles obtenues par aposporie (à ceci près que le noyau des gamétophytes femelles anormaux ne se divise pas par mitose au cours de la mégagamétogenèse).  

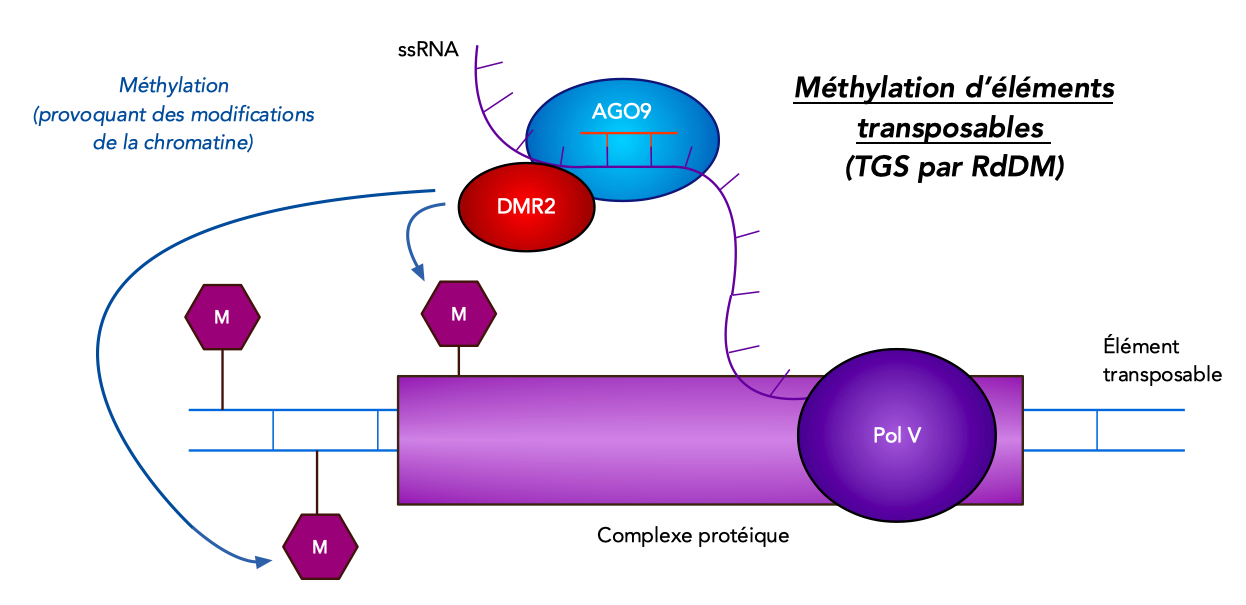
RdDM d'éléments transposables des cellules sub-épidermiques chez Arabidopis thaliana pendant la phase pré-méiotique de la mégasporogenèse.

L'action des small RNAs et d'AGO9 permet donc d'empêcher les cellules somatiques sub-épidermiques de se différencier en cellules germinales. À l'inverse, on a observé chez le maïs que des small RNAs associés à AGO104 (l'orthologue d'AGO9) réprime la différenciation de cellules germinales en cellules somatiques. On a également remarqué que l'intensité de ce contrôle dépend du nombre d'allèles fonctionnels codant les protéines AGO possédés par les individus.